# O-47觀察機
North American O-47是一款由北美航空於1930年代中期研製的觀察機，並服役於第二次世界大戰的美國陸軍航空兵團。

## 發展

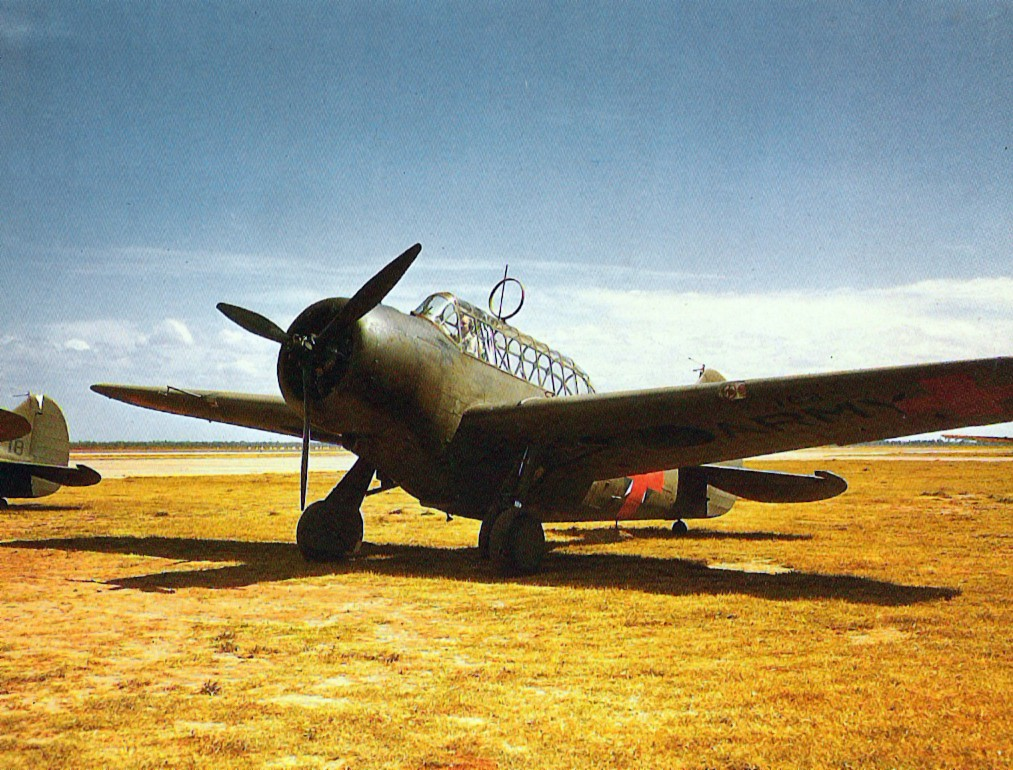
1941年演習中的「紅軍」O-47B

O-47的出現是為了替代日益老舊的O-19觀察機和O-38觀察機。該機的尺寸比以往的觀察機更龐大，三名機組人員串聯坐在長長的座艙蓋下。機腹具有一片窗戶，以讓觀察員能向下觀測與攝影。XO-47原型機的設計起源於1934年，由北美航空子公司通用航空製造公司設計，取名為GA-15陸軍在1937年至1938年間訂購了 174架O-47，其中 93 架分配給美國國民兵。1938年，陸軍訂購了74架O-47B，該機具有重新設計的發動機罩以實現更好的冷卻、升級的發動機和改進的無線電設備。
1941年的訓練演習證明了O-47的缺點。事實證明，L-4草蜢式聯絡機和L-5哨兵式聯絡機等單引擎輕型飛機更適合與地面部隊一起作戰，而戰鬥機和雙引擎轟炸機則表現出更強的執行偵察和攝影任務的能力。因此，二戰期間除了那些在海外基地被日本俘獲的O-47外，都被降級到次要任務，例如牽引目標、海岸巡邏和反潛巡邏。
O-47目前還有許多架保存於世，並展示於全美各地的博物館。

## 型號

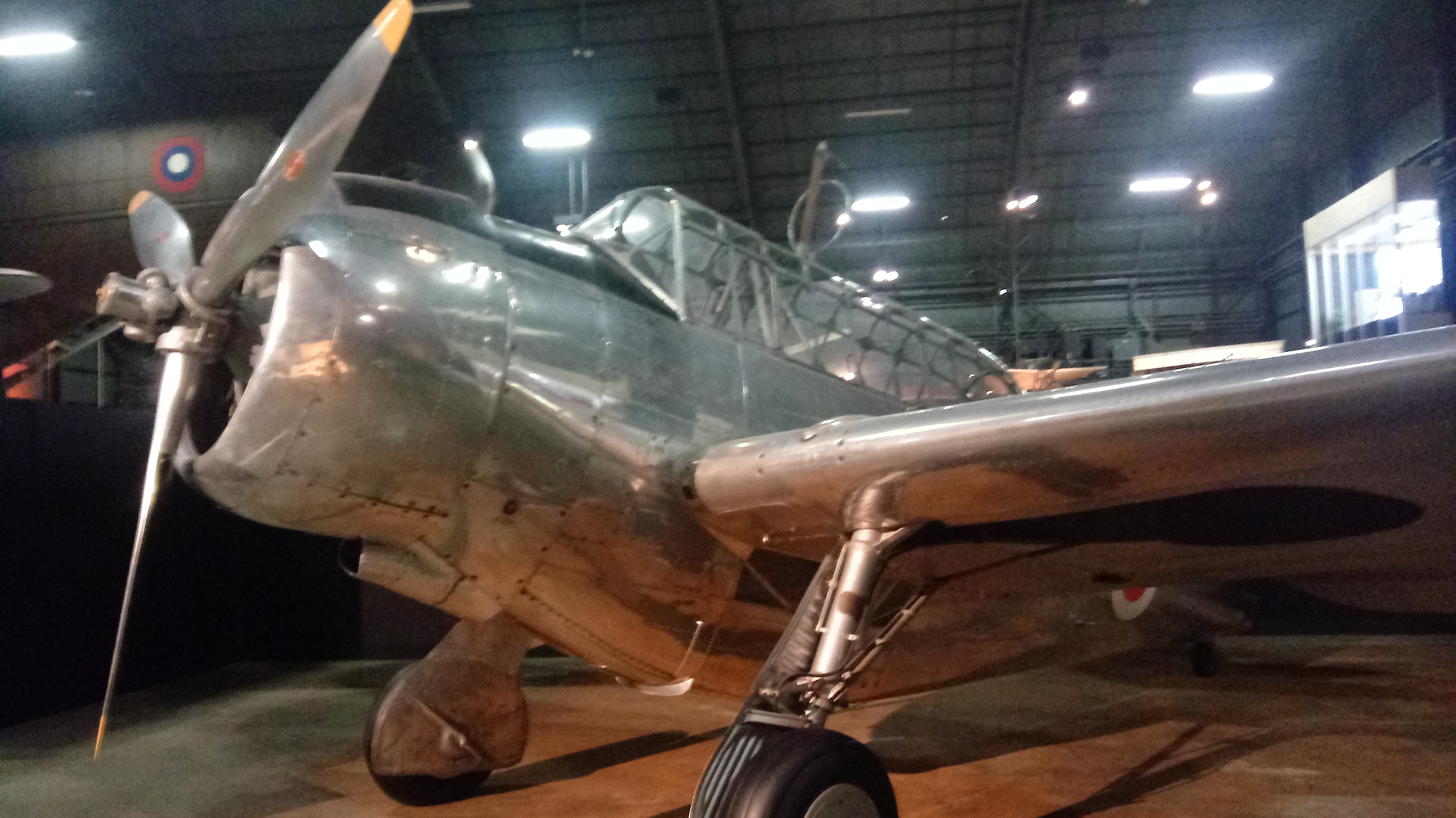
O-47B

XO-47共1架，序號36-145，採用萊特R-1820-41發動機
O-47A共164架，採用萊特R-1820-49發動機
O-47B共74架，進行了一些小改進，採用萊特R-1820-57發動機，外加一個額外的50加侖的油箱

## 外部連結
- Boeing: O-47 - Official site